# Sedliště (Pardubice)
Sedliště é uma comuna checa localizada na região de Pardubice, distrito de Svitavy.